# Лімацела ніжна
Лімаце́ла ні́жна (Limacella delicata) — гриб родини мухоморових. Деякі автори вважають його різновидом Limacella glioderma. Їстівність або токсичність невідомі.
Наукові синоніми:
- Agaricus delicatus Fr., 1821 (базионім)
- Lepiota delicata (Fr.) P.Kumm., 1871
- Armillaria delicata (Fr.) Boud., 1904
- Limacella delicata var. delicata, 1909

## Опис
Шапка діаметром 2—4 см, тонка, напівкуляста, пізніше розкривається до плоско-опуклої, має округлий центральний горбок, край тонкий, хвилястий, підгорнутий. Шкірка желатинозно-слизова, гладка, коричневата, жовтувата або червонувато-рожева, з віком не вицвітає.
М'якуш білий, запах і смак не виражені, на зрізі по краю шапки з'являється червонуватий відтінок.
Пластинки вільні, часті, тонкі, білі або жовтувато-кремові, є пластиночки.
Ніжка центральна, циліндрична, розміром 3—5 × 0,3—0,5 см, щільна, пізніше з порожнинами. Поверхня білувата, нижче кільця жовтувата або з червонуватим відтінком, луската.
Залишки покривал: Піхва відсутня, є кільце.
Споровий відбиток білий.
Мікроскопічні ознаки:
Спори кулясті, діаметром 4—5 мкм, гладенькі, безбарвні.
Базидії чотириспорові, булавоподібні, розмірами 20—40 × 5—8  мкм.
Трама пластинок неправильного типу, складається з гіф діаметром 4—8 мкм.

## Екологія та розповсюдження
Росте на ґрунті в листяних та хвойних лісах, у садах, парках, може з'являтися у парниках. Зустрічається дуже рідко. 
Поширена в помірному поясі Європи від Британських островів до України, зустрічається в субтропіках (Південний берег Криму).
В Україні відома в Карпатських Лісах (Міжгірський район, околиці с. Пилипець), в Західному Поліссі (Рівненська область), в Правобережному степу (дендропарк Веселі Боковеньки) та на Південному узбережжі Криму (Нікітський ботанічний сад, заповідник Мис Мартьян).
Сезон: липень — жовтень.

## Схожі види
Інші лімацели, вони вважаються маловідомими їстівними грибами:
- Лімацела крапчаста (Limacella guttata) більша за розмірами, з світлішою шапкою.
- Limacella glioderma відрізняється шапкою, що вицвітає з часом до сіро-жовтого кольору і сильним борошняним запахом м'якушу.